# Avigdor Kahalani

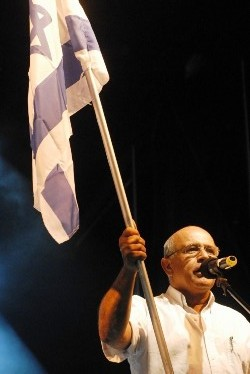
Avigdor Kahalani, 2010

Avigdor Kahalani (hebräisch אביגדור קהלני, * 16. Juni 1944 in Nes Ziona) ist ein ehemaliger israelischer Politiker und Brigadegeneral. Er trägt die Ehrenbezeichnung des Tat aluf (hebräisch תת-אלוף), lit. „Unter-aluf“.

## Leben
Kahalani studierte an der Universität von Tel Aviv, wo er einen Bachelor-Abschluss in Geschichte erwarb. Anschließend wechselte er zur Universität Haifa, wo er einen Master-Abschluss in Politikwissenschaften erhielt. Er war als Abgeordneter der Partei HaDerech HaSchlischit vom 18. Juni 1996 bis zum 6. Juli 1999 als Minister für öffentliche Sicherheit tätig.
1977 erhielt er den Yitzhak-Sadeh-Preis. Im Libanonkrieg 1982 hatte er den Befehl, mit der 36. Division in den Libanon einzumarschieren und die Hardale-Brücke über den Litani einzunehmen. Blauhelmsoldaten aus Nepal hinderten sie daran. Dadurch musste sie einen Umweg machen und Kahalani geriet bezüglich der Kriegsziele in zeitliche Verzögerung. Nur mit Verspätung traf er in der Stadt Nabatäa ein und eroberte die Burg Beaufort, eine ehemalige Kreuzfahrerfestung im Südlibanon.

## Publikationen
- The Heights of Courage: A Tank Leader’s War on the Golan (1975)
- A Warrior’s Way (1989)